# 加来彰俊
加来 彰俊（かく あきとし、1923年1月29日 - 2017年7月18日）は、日本の哲学者。法政大学名誉教授。専攻はギリシア古代哲学。

## 来歴
鳥取県西伯郡大山町生まれ。1950年京都大学文学部哲学科卒。同大学院中退。田中美知太郎に師事。弘前大学助教授、法政大学教授、1993年定年退任。1998年、勲三等瑞宝章受勲。

## 著書
- 『ソクラテスはなぜ死んだのか』岩波書店 2004年
- 『プラトンの弁明 ギリシア哲学小論集』岩波書店 2007年

### 翻訳
- 「パイドロス－美について」『プラトン名著集』新潮社、1963年。
- プラトン「メネクセノス」『世界古典文学全集 第14巻』筑摩書房、1964年。
- プルタルコス「カエサル」筑摩書房「世界文学大系63 ギリシア思想家集」1965年

他は鈴木照雄・森進一訳、ディオゲネスも抜粋訳
- アリストテレス『自然の定義・原因論・自然の合目的性と必然性』筑摩書房〈世界古典文学全集 第16巻〉、1970年。
- プラトン『ゴルギアス』岩波文庫 1967年。岩波書店「プラトン全集 9」にも収録、復刊2005年ほか
- 『ソピステス　プラトン著作集 1』勁草書房 1971年
- アリストテレス「ユウデモス倫理学」中央公論社「世界の名著 8」1972年。のち中公バックス
- プラトン『法律』岩波書店「全集 13」1976年、岩波文庫（上下）1993年、森進一・池田美恵共訳
- ディオゲネス・ラエルティオス『ギリシア哲学者列伝』岩波文庫（上中下）1984-94年
- デモステネス『弁論集 1』北嶋美雪・杉山晃太郎・田中美知太郎・北野雅弘共訳、京都大学学術出版会「西洋古典叢書」2006年